# فيسمار
فيسمار (بالألمانية: Wismar) هي بلدة وبلدة ألمانية تقع في ألمانيا في مكلنبورغ فوربومرن. يقدر عدد سكانها بـ 44,397 نسمة .

## المدن التوأمة
مدن كاليه، آلبورغ، كالمار، لوبيك وكيمي هي مدن توأمة لـويسمار.

## أعلام
- لودفيغ كيرلاخ
- روبيرت تيتشه
- فريدريش ماسين
- صوفي من مكلنبورغ-غوسترو
- هرمان ريتر